# Sandr

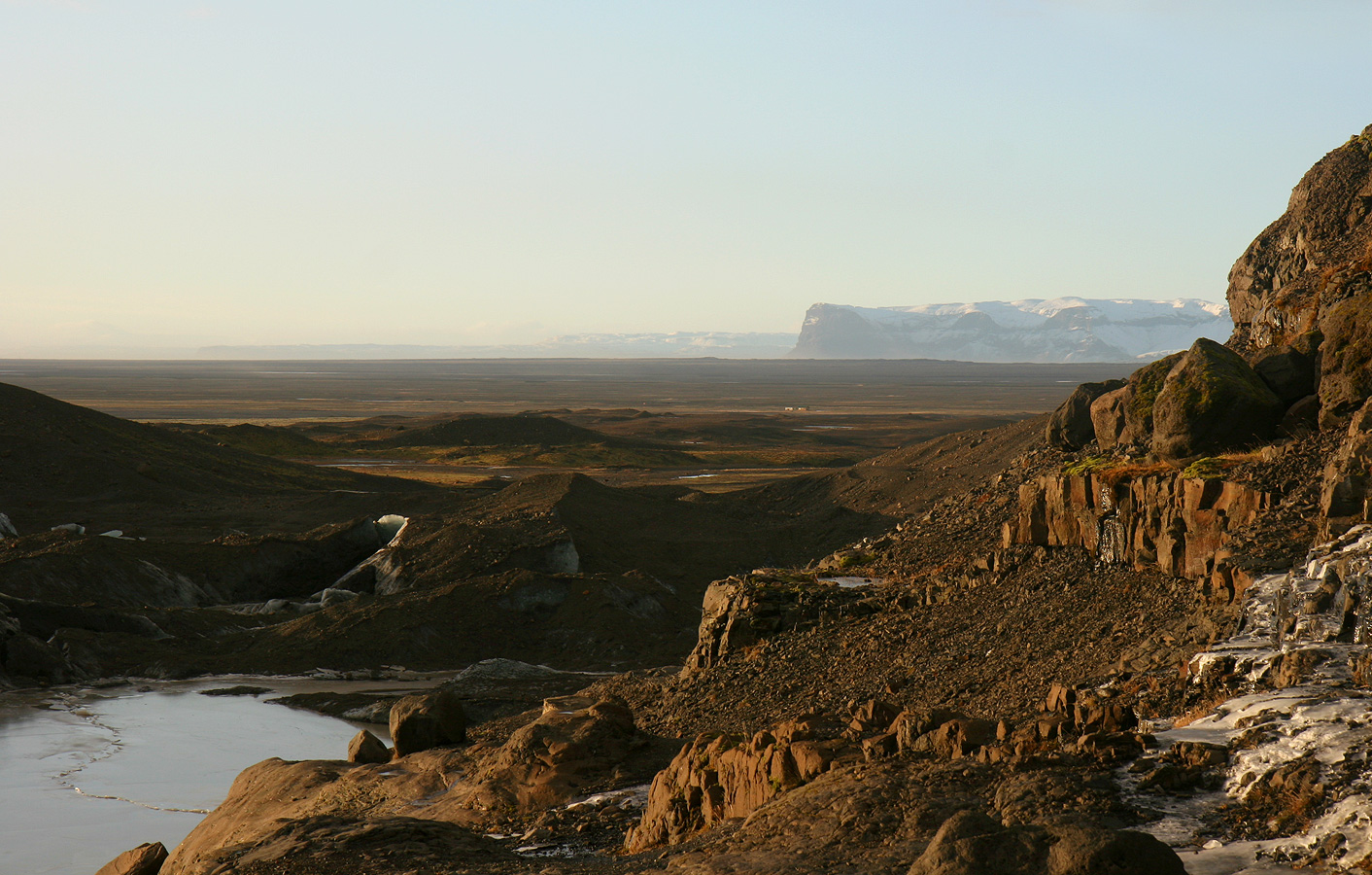
Sandry Skeiðarársandur przed lodowcem Svínafellsjökull na Islandii

Sandr – rozległy, bardzo płaski stożek napływowy zbudowany ze żwirów i piasków osadzonych i wypłukanych przez wody pochodzące z topnienia lądolodu. Powstaje podczas regresji lub postoju lądolodu na jego przedpolu.
Sandry zbudowane są z materiału piaszczystego i żwirowego ułożonego warstwami, jedna nad drugą (podobnie jak rzeczne ławice piaszczyste). Stanowią zwykle pokrywy o znacznej powierzchni (do kilku tysięcy km²).

## Cechy szczególne i występowanie na obszarze Polski
Powierzchnia młodego sandru jest zwykle bardzo płaska, lekko nachylona w kierunku odpływu dawnych wód lodowcowych. Z rzadka spotkać można na niej płytkie zagłębienia bezodpływowe, czasem z jeziorkami i podmokłościami. Spotyka się na niej również rynny jeziorne. Powierzchnię sandru przecinają też niekiedy wcięte w nią doliny rzek, będące częściowo dziełem cieków, płynących niegdyś od czoła topniejącego lodowca.
Na bezpośrednim przedpolu młodszej strefy czołowo-morenowej powierzchnia sandru bywa często silnie urozmaicona, tak że krajobrazowo wręcz niewiele różni się od tej strefy. Dzieje się tak dlatego, że wody roztopowe lodowca niesiony przez siebie materiał piaszczysty i żwirowy składały tu w obniżeniach na martwym lodzie lub pomiędzy bryłami i płatami martwego lodu, które przez pewien czas utrzymywały się jeszcze przed czołem lodowca po jego cofnięciu się. Po stopieniu martwego lodu, w jego miejscach utworzyły się obniżenia (często z jeziorami), a żwiry i piaski w rezultacie tworzą dziś kemy – pagórki o wysokości do kilkunastu i więcej metrów.
Powierzchnie starszych sandrów są zwykle rozczłonkowane przez erozję wodną i wygładzone tak, że zagłębienia bezodpływowe i rynny uległy na nich zatarciu. Natomiast występują na nich często wydmy paraboliczne.
Ze względu na jałową, piaszczystą glebę – sandry porasta zwykle bór sosnowy.
Przykłady dużych pól sandrowych w Polsce można zobaczyć w rejonie np. Borów Dolnośląskich, Borów Tucholskich, czy Bełchatowa. Mniejsze obszary sandrowe spotkać można w wielu miejscach na całym obszarze Polski północnej i środkowej.